# Tribotheria
I triboteri (Tribotheria) sono un raggruppamento polifiletico di mammiferi estinti, vissuti nel corso del Cretaceo e i cui resti fossili sono stati ritrovati in Nordamerica, in Asia, in Europa e in Africa. È probabile che fossero membri basali del gruppo dei teri (Theria).

## Significato nell'evoluzione dei mammiferi
Il termine Tribotheria fu inizialmente proposto da Butler nel 1978, per accogliere una serie di mammiferi cretacei poco conosciuti, dai molari tribosfenici ma sprovvisti dei tratti diagnostici di metateri ed euteri. Il termine, quindi, potrebbe rappresentare più un grado evolutivo che un clade unitario. In ogni caso, il termine "triboteri" è utile per definire quei fossili (principalmente denti isolati o mandibole frammentarie) che sono spesso difficili da assegnare ai principali gruppi di mammiferi teri (metateri ed euteri); il termine coincide più o meno con il concetto "therians of metatherian-eutherian grade", elaborato da Patterson nel 1956. La maggior parte di queste forme potrebbe essere costituita da rappresentanti basali dei Boreosphenida, ma è possibile che alcuni di questi "triboteri" siano metateri o euteri primitivi. 

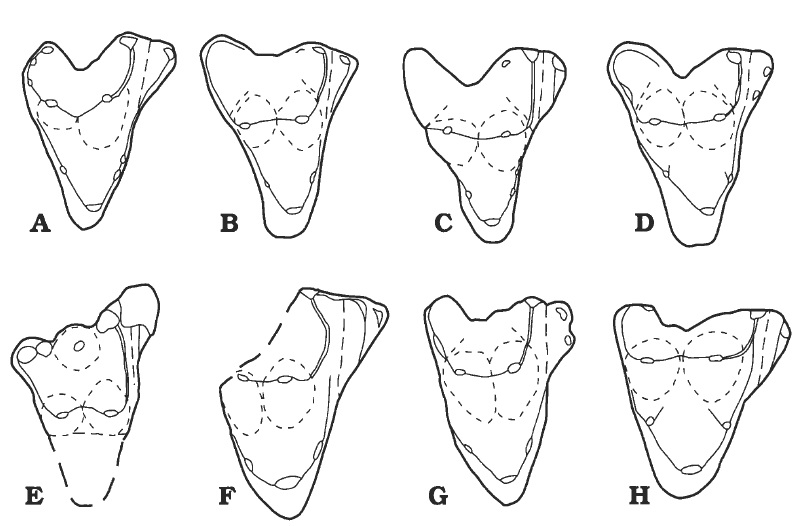
Molari di alcuni mammiferi cretacei dai denti tribosfenici. A. Pappotherium. B. Atokatheridium. C. Deltatheridium. D. Murtoilestes. E. Holoclemensia. F. 'Oklahoma molar'. G. Prokennalestes. H. Bobolestes. Illustrazioni non in scala.

Molti "triboteri" sono noti dal Nordamerica, come Comanchea, Picopsis, Potamotelses, Kermackia, Pappotherium e Holoclemensia; gli ultimi due generi, della parte finale del Cretaceo inferiore, erano stati inizialmente descritti rispettivamente come un placentato primitivo e un marsupiale primitivo. "Triboteri" molto più antichi sono stati ritrovati in Marocco: il genere Tribotherium, della parte iniziale del Cretaceo inferiore, è noto solo per un molare superiore, ma pone nuovi interrogativi riguardo alla tempistica dell'origine dei molari tribosfenici nei mammiferi (Sigognaeu-Russell, 1991). Altre forme a volte classificate in questo gruppo sono l'europeo Aegialodon e l'asiatico Kielantherium; queste due forme sembrerebbero tuttavia costituire un gruppo tassonomico definito (Aegialodontia). Anche i deltateroidi (tra cui Deltatheridium) furono classificati in questo gruppo, ma sono ormai ritenuti metateri basali.
Anche se i tre gruppi di mammiferi viventi (monotremi, marsupiali, placentati) si differenziano principalmente per la strategia riproduttiva, si è a lungo pensato che le differenze nel pattern e nella morfologia della dentatura potessero distinguere i marsupiali e i placentali arcaici, e che potessero essere usati per assegnare fossili frammentari all'uno o all'altro gruppo. Con la scoperta di un crescente numero e di una notevole varietà di fossili di mammiferi cretacei, è apparso chiaro che i caratteri dentari di marsupiali e placentati sono stati acquisiti in uno schema evolutivo a mosaico. Di conseguenza, spesso non è possibile identificare un taxon fossile basato sui soli denti come un placentato o un marsupiale, ed è probabile che alcuni di questi fossili rappresentino cladi con molari tribosfenici diversificatisi prima della dicotomia metateri/euteri.